# Geneviève Meurgues

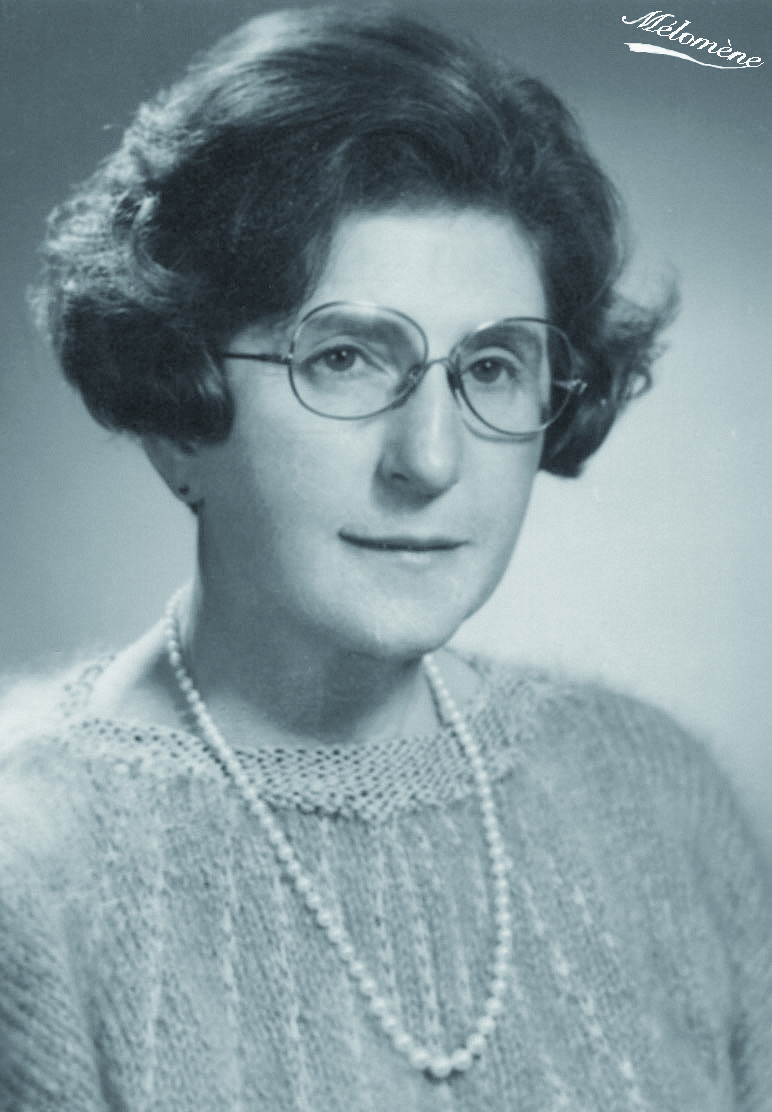
Geneviève Meurgues, 1985

Geneviève Meurgues  (* 4. Februar 1931 in Paris; † 21. Dezember 2021 in Semur-en-Auxois) war eine französische Ingenieurin und  Kuratorin am Muséum national d’histoire naturelle. Sie war Spezialistin für die Konservierung naturkundlicher Exponate, bekannt für die Konservierung des römischen Schiffes von Marseille und für ihren Beitrag zur Einrichtung der großen Galerie der Evolution im Muséum national d’histoire naturelle.

## Leben

### Jugend
Sie entstammte einer Familie aus Saint-Germain-de-Modéon. Bis 1962 arbeitete Geneviève Meurgues in einem medizinischen Analyselabor, während sie ihr Studium am Conservatoire national des arts et métiers (CNAM) in den Bereichen Chemie und Biochemie absolvierte; 1967 schloss sie ihr Studium als Ingenieurin mit einer Arbeit über die Nukleinsäuren des Pilzes Aspergillus niger ab.

### Karriere
1962 wurde Professor Roger Heim auf sie aufmerksam und bat sie, im Rahmen des Museologischen Dienstes des Muséum national d’histoire naturelle ein wissenschaftliches Labor einzurichten, das sich mit neuen Konservierungs- und Präsentationsmethoden befasst (Gefriertrocknung, Harzimprägnierung, Farbkonservierung, Restaurierung von Exponaten, Szenarisierung usw.). Sie organisierte und leitete dieses Labor, während sie gleichzeitig ein DEA (Postgraduierten-Diplom) in Zoologie über die Diptera Calliphoridae vorbereitete, das sie 1973 erhielt.
Sie wurde stellvertretende Professorin des Museums und unternahm eine Reihe von Expeditionen zu Sammlungszwecken u. a. in Kurdistan, Afghanistan, Kaschmir, China und Marokko.
In der Zwischenzeit organisierte sie zahlreiche Wechselausstellungen, unter anderem: Pflanzenpigmente (1963), Orchideen und Epiphyten (1966), Meteoriten, Boten des Kosmos (1968), Die Natur unter dem Elektronenmikroskop (1971), Die Sahara vor der Wüste (1974), Die schönsten Muscheln der Welt (1975), Naturgeschichte der Sexualität (1977) mit André Langaney, Der Naturforscher Claude Bernard (1978), Die Bionik, Wissenschaft von den Erfindungen der Natur (1985), Die Geonomie, Wissenschaft vom Menschen in der Natur (1986) und Buffons Zweihundertjahrfeier (1988). Ab 1986 war sie für eine Reihe von zeitlich begrenzten Ausstellungen Parfums de plantes verantwortlich, eine Zusammenarbeit zwischen dem Museum und Herstellerunternehmen von Duft- und Aromastoffen.
Gleichzeitig schrieb sie die Synopsis des geonomischen Films Esquisse d’une planète habitée von Maxence Revault d’Allonnes und Jean-Pierre Gasc und beteiligte sich in Zusammenarbeit mit Philippe Taquet an der Gründung des Musée des Sciences de la Terre in Rabat (Marokko).
Um 1980 hat Geneviève Meurgues den antiken Rumpf des römischen Schiffes, der unter der Baustelle eines Einkaufszentrums in Marseille gefunden wurde und heute im historischen Museum von Marseille ausgestellt ist, Stück für Stück gefriergetrocknet und mit Harz imprägniert.
Im Jahr 1985 erhielt sie den Jean-Perrin-Preis für ihre Bemühungen um die Popularisierung der Wissenschaft.
Ab 1988 widmete sie sich im Rahmen der von Michel Van Praët koordinierten Vorbereitungsgruppe dem Aufbau der künftigen Großen Galerie der Evolution des Muséum National d’Histoire Naturelle in der ehemaligen Galerie de Zoologie. Sie arbeitete insbesondere an der Auswahl der Exemplare für „Akt I“, an der Szenografie, an der Abfassung von wissenschaftlichen Texten und an Zusammenfassungen von Dokumentarfilmen, Diashows und Spielen sowie an allen Kommunikationsmedien für diesen ersten Teil der Galerie. Die Große Galerie der Evolution wurde am 21. Juni 1994, dem Tag der Sommersonnenwende, von François Mitterrand eingeweiht. 1992 wurde sie zur Professorin an dem Museum ernannt. Bis zu ihrer Pensionierung im Jahr 1998 war sie stellvertretende Direktorin der Grande Galerie de l’Évolution.

### Ruhestand
Geneviève Meurgues zog sich nach Saint-Germain-de-Modéon zurück und schrieb Artikel in Fachzeitschriften, gab ihr Wissen über Museologie und Szenografie weiter, restaurierte den Bauernhof der Familie und gründete ein Heim für ausgesetzte Haustiere. Sie hat ihre wissenschaftliche Bibliothek dem Museum von Autun gestiftet und arbeitete an einem Buch mit dem Titel Inventions et bricolages de la nature.

## Auszeichnungen
- Prix scientifique de la Fondation de France, mit André Langaney, 1978
- Prix Jean-Perrin de la Société française de physique, 1985
- Der Relictocarabus meurguesianus, ein in Marokko entdecktes Insekt, wird nach ihr benannt.[6]

## Veröffentlichungen
- G. Meurgues et G. Ledoux, Intérêt de l’étude du sac interne dévaginé et en extension. Annales de la Société entomologique de France (N. S.), 2: 661–669.
- Influence de la composition minérale du milieu de culture sur la biosynthèse des Acides Nucléiques d’Aspergillus niger, Dissertation, Conservatoire National des Arts et Métiers 1967.
- La conservation des spécimens d’histoire naturelle, in Museum International, Volume 38-2, 12. Januar 1986 S. 92–97.
- Parfums de Plantes, préface de Philippe Taquet, Verlag des Muséum national d’histoire naturelle, 1987. ISBN 2-85653-156-3
- Un exemple de collaboration entre un musée et l’industrie pour l’exposition Parfums de plantes au Muséum national d’Histoire naturelle, in Culture scientifique et Technique de l’Entreprise, 1994, S. 229–232.
- De la galerie de Zoologie à la grande Galerie de l’Évolution, in: La conservation – une science en évolution: bilan et perspectives, Actes des troisièmes journées internationales d’études de l’ARSAG, Paris 21.–25. April 1997 S. 57–62.
- Du jardin de Buffon à l’Afghanistan: mémoires d’une naturaliste, L’Harmattan 2019, ISBN 2-343-18544-1.